# Давид Конарски
Да̀вид А̀нджей Кона̀рски (на полски: Dawid Andrzej Konarski; роден на 21 август 1989 г. в Швече) е полски волейболист, национален състезател от 2012 г. Играе на позиция диагонал. Настоящият му клубен отбор е ЗАКСА Кенджежин-Кожле.